# Vinodolski kanal
Vinodolski kanal je okoli 19 km dolga ožina v Jadranu, ki povezuje Mala vrata z Velebitskim kanalom. Kanal poteka v smeri severozahod-jugovzhod med obalama otoka Krka na zahodu ter od Jadranova do Novega Vinodolskega na vzhodu. Pred vstopom v Mala vrata je širok 0,5 km, med Crikvenico in rtom Šilo na Krku pa 2,5 km, globok pa je od 53 do 58 m.
Koordinati:   45°09′40″N, 14°40′20″E